# Asuaju de Sus
Asuaju de Sus es una comuna ubicada en el distrito de Maramureș, Rumania.

## Superficie
Cuenta con una superficie de 58,04 kilómetros cuadrados.

## Demografía
Hasta 2021 la población era de 1117 habitantes, con una densidad de población de 19,25 habitantes por kilómetro cuadrado.